# Dumetia hyperythra
El timalí ventrirrufo (Dumetia hyperythra) es una especie de ave paseriforme de la familia Timaliidae propia del subcontinente indio, en el sur de Asia. Es la única especie del género Dumetia. Existen tres subespecies. Las subespecies hyperythra y albogularis habitan en la India mientras que phillipsi es propia de Sri Lanka Son pájaros que se caracterizan por su plumaje mullido. Esta ave de porte pequeño se alimenta en grupos a nivel del suelo en zonas de arbustos bajos.

## Descripción
El timalí ventrirrufo mide 13 cm de largo incluida su larga cola. Su dorso es marrón oscuro y su vientre es naranja-rufo, con una corona gris-rufo. Las plumas de su frente son rígidas y la cola posee plumas cruzadas y es de color marrón oliva. Su garganta es blanca en las poblaciones de la India peninsular y Sri Lanka. Sin embargo la población de Sri Lanka posee un pico un tanto más largo y su zona ventral es más clara.

## Distribución y hábitat
Es un reproductor residente de India, Sri Lanka y el suroeste de Nepal ‍y a veces se lo encuentra en Bangladés. Su hábitat natural son los arbustos y zonas de pastizales altos.

## Comportamiento

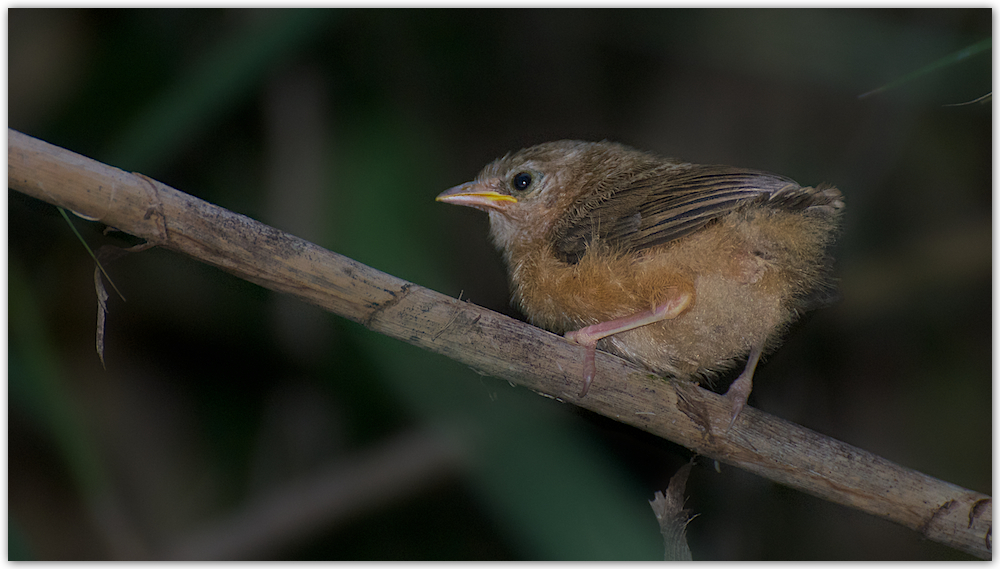
Pichón de timalí ventrirrufo (Dumetia hyperythra), Coimbatore.

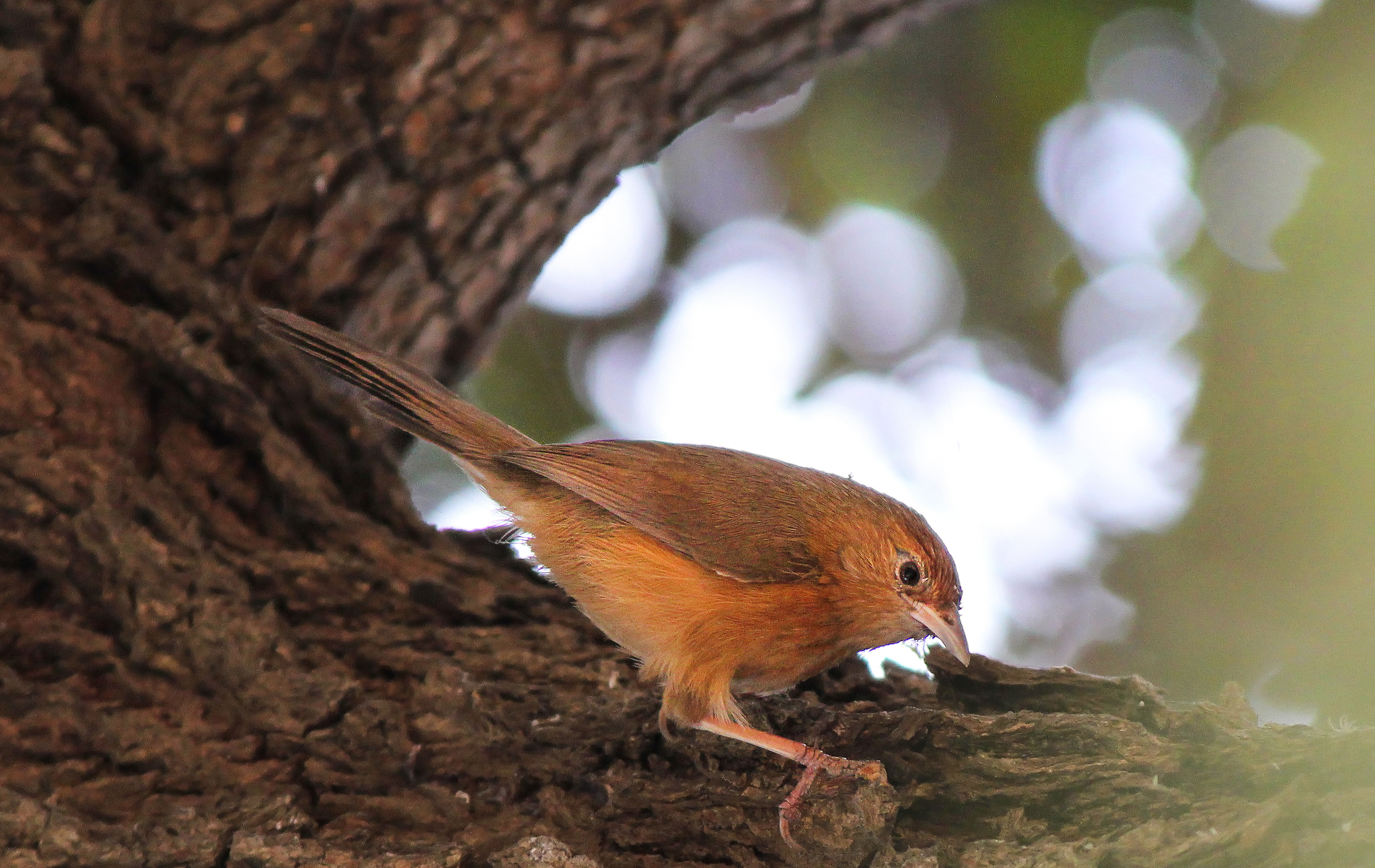
Timalí ventrirrufo alimentándose en Bhopal, Madhya Pradesh, India.

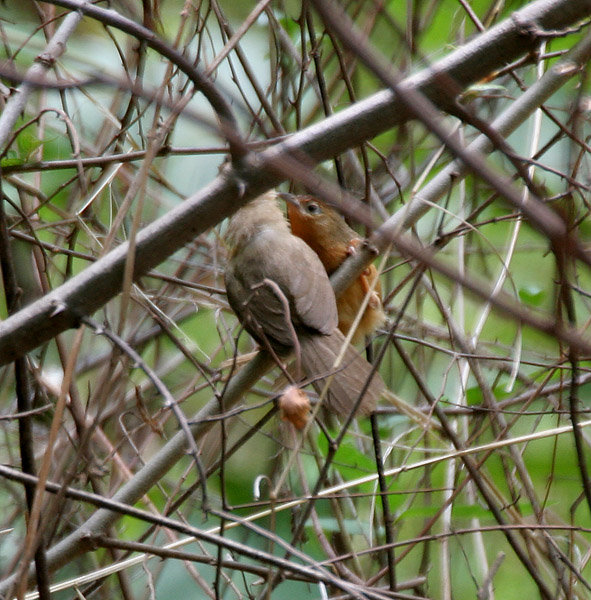
En las colinas Ananthagiri, en el distrito Rangareddy de Andhra Pradesh, India.

Esta ave construye su nido entre los arbustos, escondido entre densas masas de follaje. La puesta consiste de tres a cuatro huevos. No es un ave migratoria, y sus alas son cortas y redondeadas y su vuelo es corto. Se alimenta de insectos y néctar. Las diversas subespecies poseen vocalizaciones diferentes